# كلاسيكا بريمافيرا 2016
كلاسيكا بريمافيرا 2016 (بالإسبانية: Klasika Primavera 2016 )‏ هو سباق دراجات هوائية، وهو الموسم رقم 62 من نفس السباق، وأقيم في 10 أبريل 2016، وامتدّ لمسافة 171.5 كيلومتر، وهو أحد سباقات طواف أوروبا للدراجات 2016، وهو من نوع سباق يوم واحد، وقد شارك في السباق 109 متسابقاً، ووصل إلى نهايته 85 متسابقاً.
فاز فيه بالمركز الأول جيوفاني فيسكونتي، وبالمركز الثاني جوركا إيزاجير، وبالمركز الثالث سيرجيو بارديلا، والفائز حسب ترتيب السرعة ديمتري ستراخوف، والفريق الفائز في ترتيب الفرق موفيستار 2016.

## الفرق
| فريق عالمي- موفيستار فرق قارية محترفة (2)- كاجا رورال-سيغوروس 2016 ‏ - ONE Pro Cycling ‏ فرق قارية (11)- برجس بي إتش 2016 ‏ - Java–Partizan Pro Cycling Team ‏ - موسم يوسكادي مورياس 2016 ‏ - Inteja Dominican Cycling Team ‏ - Lokosphinx ‏ - Louletano Desportos Clube (cycling) ‏ - فريق مانزانا بوستوبون 2016 ‏ - Massi-Kuwait Project - Rádio Popular–Paredes–Boavista ‏ - AP Hotels & Resorts–Tavira–SC Farense ‏ - W52–FC Porto ‏ |  |
| |  |

## وصلات خارجية
- الموقع الرسمي
- كلاسيكا بريمافيرا 2016 على موقع إحصائيات الدراجات الإحترافية (الإنجليزية)